# Antonín Kurka
Antonín Kurka (20. dubna 1888 Řípov – 22. října 1951 Třebíč) byl český fotograf první světové války a úředník.

## Biografie
Antonín Kurka se narodil v Řípově v roce 1888, v roce 1914 byl odveden jako poddůstojník v záloze k 81. pluku v Jihlavě, tam působil jako účetní. V roce 1915 byl převelen do Haliče, tam se jako účetní staral o zásobování a polní kuchyni. V tu dobu začal fotografovat události první světové války. Během války pořídil více než 500 fotografií. V letech 1915–1917 byl umístěn na východní frontu a v létě 1917 byl převelen na italskou frontu. Na italské frontě byl v říjnu roku 1918 zajat a odveden do tábora, později odešel do Vladivostoku, odkud se v roce 1919 vrátil do Československa.
V roce 1914 zemřel na frontě jeho bratr Arnošt Kurka, který se tak stal prvním zemřelým občanem Třebíče v době první světové války.
V roce 1915 byly jeho fotografie vystaveny ve Žďáru nad Sázavou, v Muzeu Vysočiny Jihlava nebo v galerii Tympanon pod Muzeem Vysočiny Třebíč.